# Martin Barre
Martin Lancelot Barre (* 17. listopadu 1946 v King's Heath, Birmingham, Warwickshire, Spojené království) je britský rockový hudebník.

## Kariéra
Barre je kytarista rockové skupiny Jethro Tull od roku 1969. Objevil se na všech albech Jethro Tull album kromě This Was. Jeho styl hry je označován jako směs bluesového stylu Jeffa Becka a Erica Claptona, barokního stylu hry začátku 70. let, progressive rock a tradičního zvuku evropského folku.
Účinkoval též jako flétnista jak na koncertech J. Tull, tak ve vlastních sólových projektech. Barre začal svou hudební kariéru jako hráč na saxofon v Birminghamské skupině The Moonrakers, začátkem 60. let. V průběhu roku 1966 se připojil k doprovodné skupině Beau Brummella, The Noblemen, společně s bývalým spoluhráčem z Moonrakers, Chrisem Rodgerem a skupina pak byla přejmenována na The Motivation. Ve skupině s nimi byli zpěvák Jimmy Marsh, baskytarista Bryan Stevens, klávesák Mike Ketley a bubeník Malcolm Tomlinson. Skupina dvakrát vystupovala v legendárním londýnském podniku Marquee Club a jako předkapela vystupovala se skupinou Cream v Forest Gate v Londýně.
V létě 1967 Marsh a Rodger odešli ze skupiny a ostatní přešli k bývalému zpěvákovi skupiny Clayton Squares, Dennymu Alexanderovi a stali se tak členy The Penny Peeps. Na značce Liberty Records vydala skupina v roce 1968 dva singly — Little Man With A Stick ( Model Village na straně B) a I See The Morning (Curly, Knight of The Road na straně B). V tomto okamžiku Barre přešel na sólovou kytaru a jeho sólo na Model Village se stalo předmětem zájmu sběratelů.
Alexander opustil skupinu v polovině roku 1968 a skupina se stala bluesovou záležitostí s novým názvem Gethsemane. Skupina nahrávala dosud nevydaný materiál a v polovině prosince 1968 se rozpadla, když Barre odešel k Jethro Tull.
Barreho hudební kariéra spojila s Jethro Tull na více než na tři desetiletí. V roce 1990 začal vystupovat jako sólový umělec a nahrál čtyři alba: A Summer Band, A Trick of Memory, The Meeting a Stage Left. Na jednom snímku alba r roku 1994 A Trick of Memory, Barre hraje na kytaru, kterou mu věnoval přítel Mark Mancina. V roce 1996 se na albu The Meeting objevuje baskytarista Jonathan Noyce, kterého pak Barre představil Ianu Andersonovi o od té doby hrál Jonathan Noyce s nimi.

## Sólová diskografie
- A Summer Band (1992)
- A Trick of Memory (1994)
- The Meeting (1996)
- Stage Left (2003)
- Away with Words (2013)